# Niederröblingen (Helme)
Niederröblingen (Helme) este un cartier al orașului Allstedt din landul Saxonia-Anhalt, Germania.